# Barbecue Island
Barbecue Island ist eine unbewohnte Binneninsel im Norden des Lake Argyle im australischen Bundesstaat Western Australia. Sie ist 250 Meter von der Küste entfernt.
Die Insel ist 230 Meter lang und 60 Meter breit. Die nächsten benannten Orte sind Djugurinyan Hill und die Inseln The Pelicans und Spider Island.